# Taruik Wirena
Der Taruik Wirena (Wirena) ist ein Berg in der osttimoresischen Gemeinde Bobonaro. Er liegt im Norden des Sucos Cowa (Verwaltungsamt Balibo), in der Aldeia Bawai und hat eine Höhe von 341 m. Im Osten und Westen von ihm verlaufen zwei Quellflüsse des Morak, der später den Leometik bildet. Nördlich liegt der Berg Taruik Kotabot (261 m), östlich des einen Quellflusses das Dorf Haliren.